# Richard Farda
Temple de la renommée du hockey tchèque :
Richard Farda (né le 8 novembre 1945 à Brno en Tchécoslovaquie, aujourd'hui ville de République tchèque) est un joueur professionnel de hockey sur glace.

## Carrière
Il commence sa carrière en 1962 au sein du Spartak ZJŠ Brno dans le championnat de première division de Tchécoslovaquie. L'équipe a déjà remporté six titres de champion et va encore en gagner le titre à la fin de la saison. Il quitte l'équipe pour accomplir son service militaire et joue alors avec le HC Dukla Jihlava pour les saisons 1963-1964 et 1964-1965. À la suite de ces deux saisons, il retourne jour le club de sa ville natale et y joue jusqu'en 1974 inscrivant au total 177 buts dans sa carrière professionnelle en Tchécoslovaquie pour 408.
Il est un des premiers joueurs reconnu comme défecteur rejoignant l'Amérique du Nord à la suite de la saison 1973-1974. Accompagné de Václav Nedomanský, il rejoint l'Association mondiale de hockey et les Toros de Toronto. Au total, il joue trois saisons dans l'AMH avec 34 buts en 177 matchs avant de mettre un terme à sa carrière.

## Carrière internationale
Il représente l'équipe de Tchécoslovaquie lors de plusieurs compétitions internationales, inscrivant 49 buts en 149 sélections.
- Championnat du monde
  - 1969 -  Médaille de bronze
  - 1970 -  Médaille de bronze
  - 1971 -  Médaille d'argent
  - 1972 -  Médaille d'or
  - 1973 -  Médaille de bronze
  - 1974 -  Médaille d'argent
- Jeux olympiques d'hiver
  - 1972 -  Médaille de bronze